# Classiarii
Classiarii o clásicos, del latín Classis= flota, significaba el conjunto de los militares, desde el rango más alto del Praefectus classis, hasta el rango más simple del miles classiarius y del personal encargado de maniobrar el barco (por ejemplo velarii o remiges) o de su construcción/mantenimiento (por ejemplo fabri navales), dentro de la marina romana, parte integrante del ejército romano.

## Historia
En resumen:
- Augusto Después de la batalla de Actium, la reforma de Augusto del ejército romano reformó el ejército y la marina, divididos en equipos pretorianos hasta el Cabo Miseno, Ravena, puerto de Classe e inicialmente el Fréjus, y en las provincias de Siria, el Antiguo Egipto, a lo largo del Rin, el Danubio y el Sava.[5]

- Claudio aumentó el número de ciudadanos romanos libres y empleados entre los marineros classiarii, al contrario de lo que había sucedido en la época de Augusto, donde la mayoría consistía en esclavos de la antigua Roma y/o libertos. La flota pasó a formar parte de las tropas auxiliares del ejército romano, donde los marineros recibían la ciudadanía romana en el momento de su partida, tras veintiséis años de servicio, a sus hijos se les permitía servir en la Legión Romana.[6]Saddington, 2007, p. 212.

- Nerón creó una nueva flota en el Ponto Euxino (hoy Mar Negro), la Classis Pontica, utilizando también barcos del anterior Reino de Tracia, anexados en el año 46 por Claudio.[6]

- Bajo Vespasiano, Suetonio cuenta un curioso episodio:

 Al pedir a los marineros algo (asignación) para sus zapatos, ya que tenían que caminar a menudo desde Ostia y Pozzuoli todo el camino hasta Roma, Vespasiano no pensó bien no haberles dado una respuesta, por lo que añadió que la orden era ir descalzos, por lo que aún hoy lo hacen [tiempo de Suetonio].

- Galba completó el alistamiento de las legiones, cuyo personal consistía en hombres que habían servido en las flotas romanas e italianas de Classis Misenensis y Classis Ravennatis.[8][9][10]

- Antonino Pío La carrera de los oficiales de la flota seguía restringida a la marina.[11]

- Siglo III Los oficiales classiarii fueron equiparados con los de la legión como condición de 'Stipendium, y por lo tanto con la posibilidad de ser transferidos y hacer una carrera en las mismas legiones.[12]

## Estructura jerárquica y organizativa
El núcleo de una tripulación naval estaba formado por los remeros (en latín remiges, cantar. remex; en griego eretai, canta. eretēs). Contrariamente a lo que se cree, la flota romana, así como la de la antigüedad en general, basaba su existencia en remeros de condición libre, no en esclavos de la antigua Roma, que, por el contrario, se utilizaban solo en casos de extrema necesidad, hasta el punto de ser liberados prematuramente. Durante el Imperio romano, la Provincia romana Peregrini todavía no ciudadanía romana, pero nacida libre, procedente de Grecia, Fenicia, Siria y Egipto, formaba el núcleo principal de las tripulaciones de la flota.
Durante el período republicano, el mando de la flota naval romana se confió a un magistrado o un promagistrado, normalmente un cónsul o un pretoriano. Durante guerras púnicas por ejemplo, un cónsul comandaba la flota, mientras que el otro mandaba el ejército de tierra. En las guerras posteriores en el Este, los pretorianos tomaron el mando de la flota. Sin embargo, como estos hombres tenían asignaciones políticas, la gestión real de las flotas o equipos navales se confiaba a sus subordinados, los «legados», sin duda más experimentados. Por lo tanto, fue durante las guerras púnicas cuando la figura del praefectus classis apareció por primera vez.
Durante el primer principado, la tripulación de un barco, más allá de su tamaño, fue sin embargo organizada como una centuria. De hecho, fueron embarcados como soldados, los miles classiarii, maniobreros, remiges y velarii, trabajadores de la construcción (fabri navales) y otras tareas. Hay que añadir que el personal de la flota se consideraba inferior, no sólo al de la legión romana, sino también al de las tropas auxiliares romanas.
En el ejército romano cada barco, organizado por una "centuria", estaba bajo el mando de un centurión, que tenía en el Optio su segundo más confiable. El beneficiarius en cambio ayudaba a nivel administrativo. Entre la tripulación había el mismo número de principales como de inmunes, exactamente como ocurrió en las tropas auxiliares.
En cuanto al alto mando, durante el período imperial con Augusto, el praefectus classis se convirtió en procurador Augusti, a la cabeza de cada flota permanente. Estos puestos fueron inicialmente ocupados por aquellos que pertenecían a la orden ecuestre, o empezando por Claudio, sus libertos, asegurando así el control imperial directo sobre las distintas flotas. Con la Dinastía Flavia, la condición de praefectus se confiaba solamente a caballeros con experiencia militar, que habían hecho carrera en las milicias ecuestres. Incluso en este caso el prefecto, aunque dotado de experiencia militar, seguía siendo un político con pocos conocimientos navales, tanto que dependía de subordinados.
Se requería una gran habilidad y responsabilidad de los classiarii, en particular de algunas figuras clave:
- El «gobernador» (timonel) debía conocer no solo los puertos, sino también las rocas, bancos de arena o bancos de arena presentes a lo largo de la ruta de navegación.[20] Al mismo tiempo se requería una gran pericia durante los enfrentamientos navales, cuando el timonel era de fundamental importancia para identificar el mejor curso para golpear los barcos enemigos o para evitar ser hundido por el enemigo.[21]
- A los navarchi (capitanes de barco) gran atención y habilidades de mando de la tripulación de los barcos.[21]
- Se requería valor[21] y gran fuerza física, como es necesario durante una batalla naval, cuando en el mar en calma sin ráfagas de viento, todo se confía al empuje de los remos, para golpear a los oponentes con los «rostros» y, a su vez, evitar ser golpeado y hundido.[21]

Se calcula, finalmente, que hubo unos 40 000/50 000 Classiarii durante el Alto Imperio romano, organizados según la siguiente estructura jerárquica:
- Comando:
  - praefectus classis, es decir, el comandante de la flota, donde el praefectus classis Misenensis[22] representaba el puesto de mando más codiciado, junto con el praefectus classis Ravennatis,[22] comparado con los provinciales;
  - subpraefectus classis
- Oficiales:
  - navarchus princeps, comandante de varios escuadrones (docenas de barcos), equivalente en la legión romana a primus pilus;[23].[24]
  - navarchus, comandante de un destacamento de la flota nodriza o  de un barco,[25] normalmente formada por diez naves,[13][26][27] tenía la tarea de entrenar a timoneles, remeros y soldados;[25]
  - trierarchus, comandante de un trirreme;[13][26]
  - centurión classearius, comandante de una nave con cien millas classiarii (después de 70),[28] comparable a un centurión  normal "de tierra" también de acuerdo a su carrera militar Cursus honorum;
- Suboficiales (Principales, cargos puestos a cargo de centurión, por lo tanto exentos de los deberes o servicios normales de rutina):
  - paga (ejército romano) resumen de los salarios militares: desde Augusto hasta Maximino Tracia|dupicarii, con paga (ejército romano) igual al doble de la simple millas classiarius:
    - Optio: el vice-centurión, uno por ciento de la centuria, que cerró el despliegue de esta unidad;
    - Signifer o vexillifer: titular del signo (signa);

  - pay: de Augusto a Maximino Tracia sesquiplicarius, con pay igual una vez y media a la simple miles classiarius:
    - los cornicen y los tubicen, instrumentistas de viento para dar órdenes durante las maniobras o batallas;
    - el beneficiario con tareas administrativas;
- cuerpo de tropas:
  - soldados inmunes:
    - el custos armorum, a cargo de las armas;
    - el ballistarius y los Sagittarii, tropas especializadas en armas contundentes;
    - Personal médico del ejército romano, médico de la nave;

  - no inmunes:
    - millas classiarius, simple soldado;
    - nauta (fabricante de velas);
    - remex (remero);

Otros papeles importantes en los barcos, probablemente pertenecientes al grupo de los inmunes' fueron, según una inscripción encontrada en Cos de la Primera Guerra Miteraria:
- el gobernador (kybernētēs en griego) el timonel de popa;
- la celeusta (keleustēs en griego) que supervisaba a los remeros;
- la proreta (prōreus en griego) que observó desde la proa del barco la dirección correcta, también para evitar posibles obstáculos;
- un pentacontarchos un joven oficial.[29]

## Indumentaria, armas y armaduras

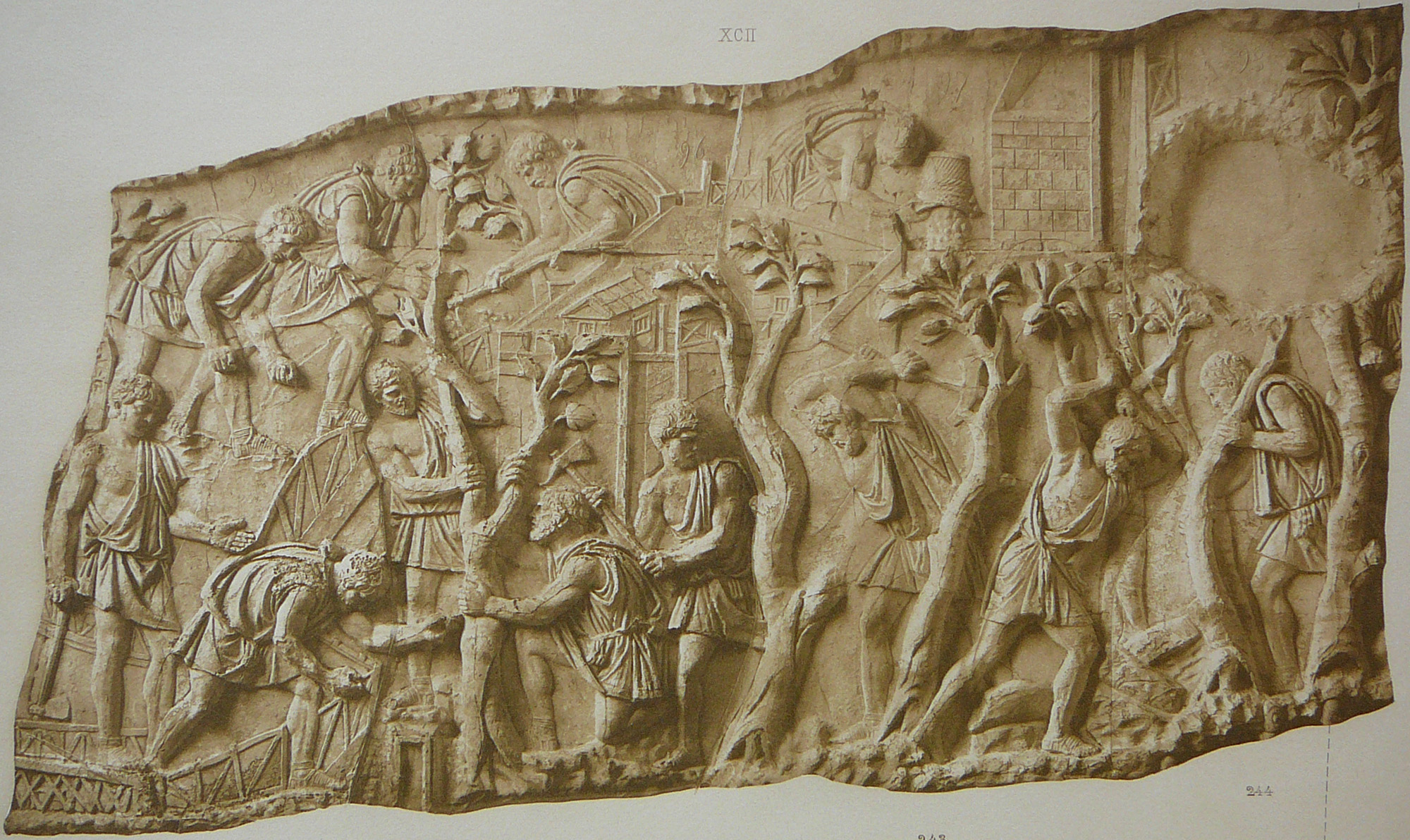
Los Classiarii ayuda a las tropas de tierra en la construcción de puentes, carreteras y fortificaciones (Colonna di Traiano, escena 67).

Para evitar que se reconocieran los barcos que se estaban explorando, se los coloreó de azul (el color de las olas del mar), junto con las cuerdas y las velas, para camuflarse mejor. Lo mismo ocurrió con la tripulación de los classiarii, que llevaban uniformes azules, para poder permanecer ocultos, no solo de noche sino también de día.

## Duración del servicio y paga
El personal de la flota (Classari o Classici) se dividió por lo tanto en dos grupos: los navegantes y los soldados. El servicio duró 26 años (contra los 20 del legionario romano y los 25 de las tropas auxiliares del ejército romano). Desde el siglo III, se incrementó a 28 años de estacionamientos. En el momento de la partida (Honesta missio) a los marineros se les daba una liquidación, tierra y normalmente también ciudadanía romana concedida, siendo la misma en la condición de peregrini en el momento de la inscripción.. El matrimonio se les permitió, sin embargo, sólo al final de su servicio activo permanente..
Había entonces una diferencia sustancial de paga (ejército romano) entre los altos rangos de mando: los prefectos de las dos flotas praetoriae (Misenensis y Ravennatis), fueron encuadrados como procuratores ducenarii, es decir, recibían 200 000 sestercios por año; el prefecto del Classis Germanica, del Classis Britannica y más tarde del Classis Pontica fueron en su lugar procuratores centenarii (recibiendo 100 000 sestercios), mientras que los otros prefectos también fueron llamados procuratores sexagenarii (es decir, ganando 60 000 sestercios).

## "Classiarii" empleado en las legiones y tropas auxiliares

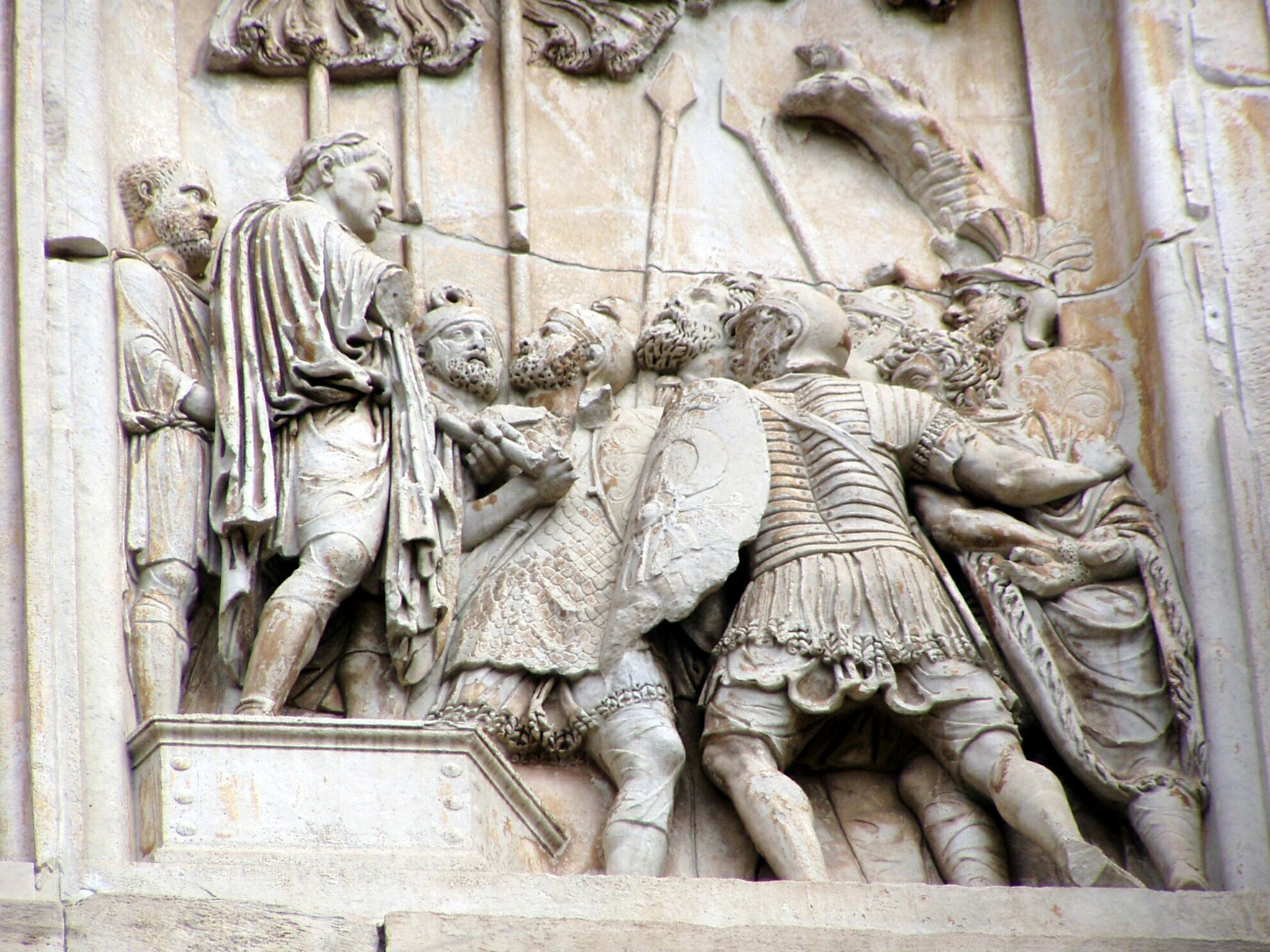
El escudo representado en este friso, de la era de Marco Aurelio, ahora en el arco de Constantino, pertenecería a una de las dos legiones de classiarii Adiutrix.

Una legio XVII Classica, es decir, naval, probablemente distinta de una de Octavio que llevaba la misma numeración, formaba parte del ejército de Marco Antonio, y tuvo que desaparecer después de su batalla de Actium. Un destino similar ocurrió con la Legio XXX Classica que parece que fue estacionada en Asia a finales de la era republicana..
Por lo tanto, otras dos legiones "navales" se alistaron bajo el mando de Nerón en el año 68, la I Adiutrix de la classis Misenensis, así como un "gemelo" suyo en 69 mandada por Vespasiano, la II Adiutrix Pia Fidelis.